# Коннард, Филипп

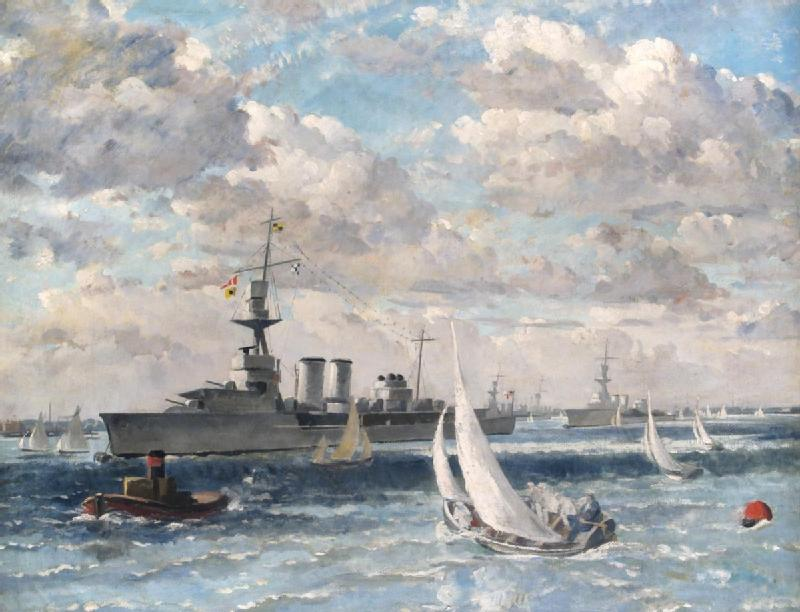
The Harwich Force. Sailing Race. 1918 г.

Филипп Коннард (англ. Philip Connard; 24 марта 1875, Саутпорт графство Мерсисайд — 8 декабря 1958, Твикенхем, предместье Лондона) — британский живописец, маринист, иллюстратор. Член Королевской академии художеств. Действительный член Королевского общества художников-акварелистов. Командор Королевского Викторианского ордена (1950).

## Биография
В молодости посещал вечерние классы искусства. Получил стипендию Королевского колледжа искусств в Лондоне, которая позволила ему поехать на учёбу в Париж. После возвращения на родину работал в качестве иллюстратора. Позже, — преподаватель художественной школы «Ламбет», где среди его учеников был Остин Осман Спейр.
Стал известен, как автор романтических пейзажей с декоративными фигурами, написанных маслом.
Участник Первой мировой войны. Добровольцем вступил в Королевскую полевую артиллерию, воевал во Франции, дослужился до звания капитана, был тяжело контужен, стал инвалидом.
После госпиталя был назначен официальным военным художником Королевского военно-морского флота Великобритании. Писал с натуры капитуляцию германского линейного крейсера SMS Goeben. Эта работа находится ныне в Имперском военном музее в Лондоне.
Среди работ Филиппа Коннарда несколько фресок в Виндзорском замке, две панели для банкетный зал в Нью-Дели; и большая панель на тему Англии для океанского лайнера Cunard Line «RMS Queen Mary». Его картины хранятся в галерее Тейт Британия в Лондоне, парижском Музее Орсэ, Национальной галерее Австралии, лондонской Королевской академии художеств, музее Эшмола и Национальном музее Уэльса.
В 1918 стал членом Королевской академии художеств, с 1925 — академик, в 1945—1949 гг. — главный наставник школы Королевской академии.